# Wacław Kuchar
Pour les articles homonymes, voir Kuchar (homonymie).
Wacław Michał Kuchar dit Wacek (né le 16 septembre 1897 à Łańcut en Pologne et mort le 13 février 1981 à Varsovie) est un joueur et entraîneur de football, un athlète, skieur, ainsi qu'un patineur de vitesse et joueur et entraîneur de hockey sur glace polonais.
Joueur connu pour son fair-play, il a grandi et a vécu presque toute sa vie dans la ville de Lviv, qu'il a représenté sportivement tout au long de sa carrière (le club de la ville du LKS Pogoń Lviv était un des clubs les plus importants et populaires de l'entre-deux-guerres).
Élu sportif polonais de l'année 1926 (puis 10e l'année suivante) et champion de Pologne dans toutes les disciplines citées ci-dessus, Wacek fut de nombreuses fois recordman de son pays, mais est surtout connu pour sa carrière de footballeur.
Atteignant le total de 1 065 buts inscrits en club en 1 052 matchs (dont 101 buts en 199 matchs officiels), il a participé au premier match officiel de l'histoire de la sélection polonaise contre la Hongrie le 18 décembre 1921 (défaite 1-0 à Budapest), ainsi qu'aux JO de 1924 à Paris. Il a également terminé meilleur buteur du championnat de Pologne lors de la saison 1922 avec 21 buts, ainsi que de la saison 1926 avec 11 buts (à égalité avec le joueur Józef Garbień).
Après sa retraite de sportif, il devient tantôt arbitre, tantôt entraîneur. Il fut également dirigeant sportif et membre honoraire de la fédération polonaise de football.

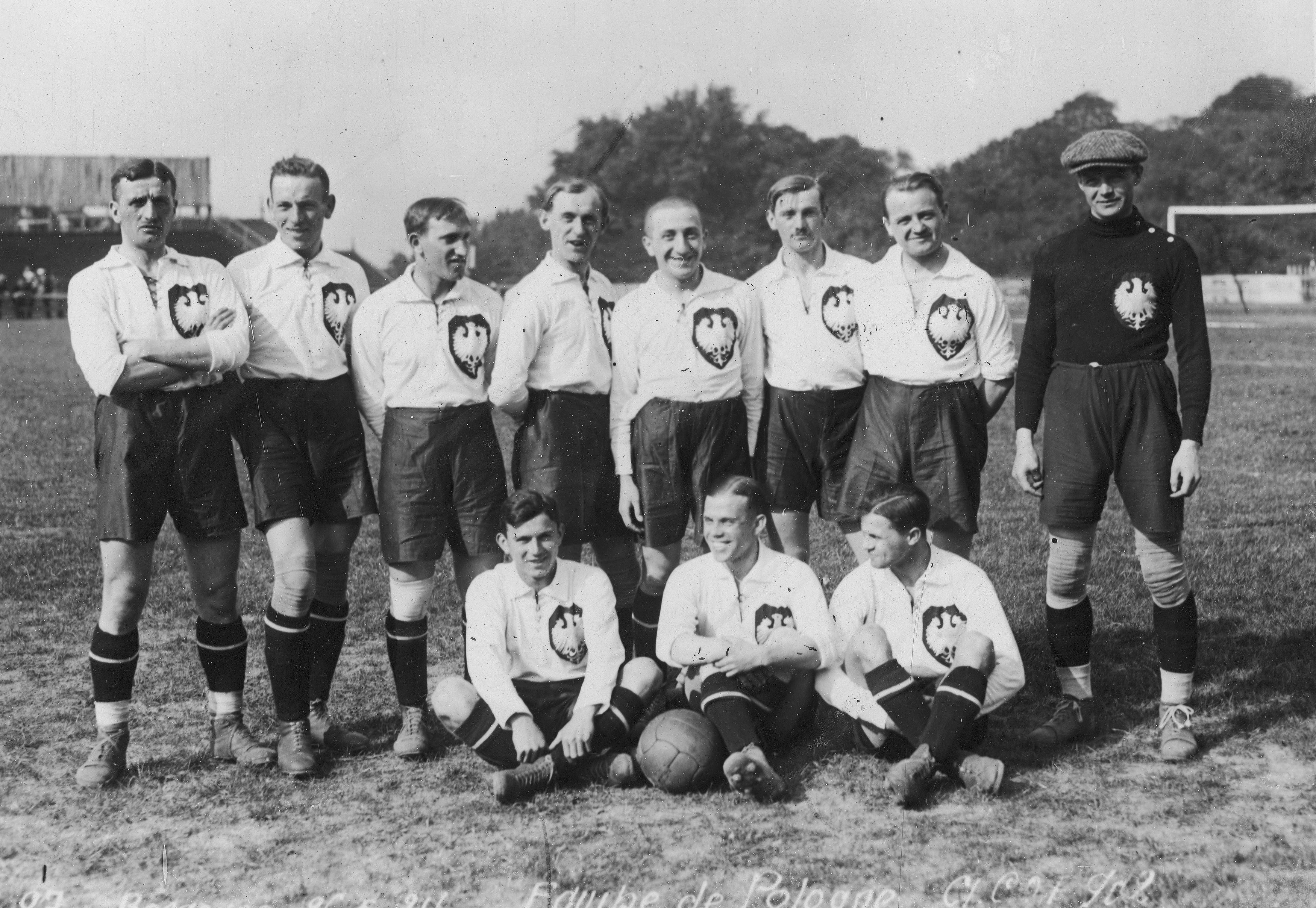
Équipe de Pologne durant les Jeux olympiques 1924, où Kuchar est troisième en haut en partant de la droite.

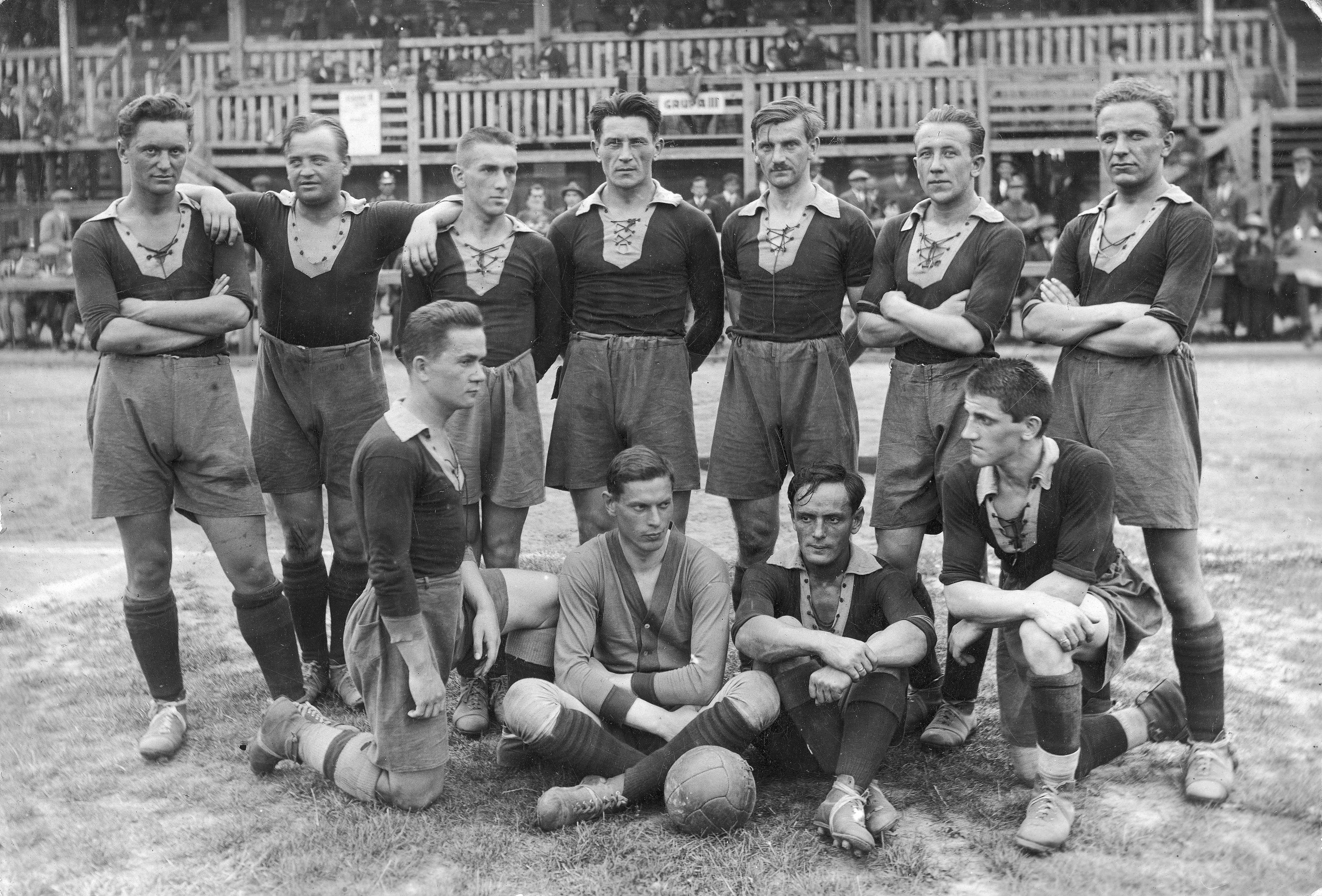
Pogoń Lviv, champion de Pologne 1926, où Kuchar est troisième en haut en partant de la droite.

## Biographie

### Carrière militaire
En plus d'avoir été un sportif exceptionnel, il fut également officier dans l'armée polonaise (grade de capitaine). Il reçut de nombreuses décorations (Croix de la vaillance, Croix de la défense et la Croix de l'Aigle) pour la défense de Lviv lors de la guerre polono-ukrainienne et de la Guerre russo-polonaise de 1920.

### Après la Seconde Guerre mondiale
Après son départ forcé de Lviv, devenue soviétique par son rattachement à la république socialiste soviétique d'Ukraine, Kuchar s'installe un temps à Bytom et devient alors l'entraîneur du club de la ville, le Polonia Bytom, et de sa section de football mais surtout de hockey sur glace.

## Palmarès

### Athlétisme
Champion de Pologne
- 800 mètres :
  - 1920 et 1921.
- 110 mètres haies :
  - 1920.
- 400 mètres haies :
  - 1923.
- Saut en hauteur :
  - 1921 et 1923.
- Triple saut :
  - 1921.
- Décathlon :
  - 1923 et 1924.

Il fut également recordman polonais sur 800 m, 400 m haies, saut en hauteur, décathlon, relais 4 × 400 m et en relais suédois.

### Football
LKS Pogoń Lviv
- Championnat de Pologne (4) :
  - Vainqueur : 1922, 1923, 1925 et 1926.
  - Finaliste : 1932 et 1933.
  - Meilleur buteur : 1922 (21 buts) et 1926 (11 buts).

### Hockey sur glace et patinage
Patinage de vitesse sur piste courte
- Championnats d'Europe de patinage de vitesse sur piste courte :
  - 1925 (7e place).
- Championnat de Pologne (22) :
  - Champion : entre 1922 et 1929 (22 titres).

Hockey sur glace
- Championnat d'Europe de hockey sur glace :
  - Finaliste : 1929 (avec la Pologne (sélection)).

- Championnat de Pologne de hockey sur glace (1) :
  - Vainqueur : 1933.